# 綴方教室

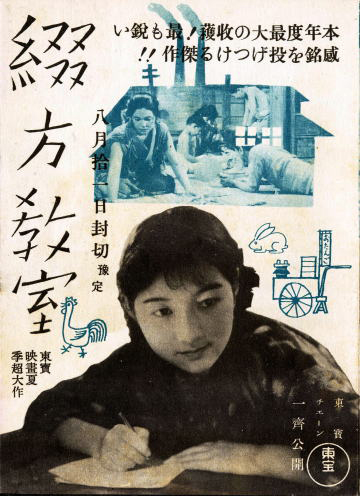
『綴方教室』(1938年）のポスター

『綴方教室』（つづりかたきょうしつ）は、1930年代に、鈴木三重吉の影響下で教育運動として盛んになりつつあった生活綴方運動の中で、東京・下町の小学校教師、大木顕一郎の指導・編集・解説で出版された当時、本田小学校4年の豊田正子の26篇の「綴方」（雑誌『赤い鳥』掲載）を収め、1937年に出版された本の題名。
現在の岩波文庫版（山住正巳編、1995年、ISBN 4-00-332001-8）には、続編『続綴方教室』『粘土のお面』に収録された文章も10編合わせて収録されている。
出版されるや否や、当時の大衆の生活を素直な子供らしい視点で描いたことが話題になり、大ベストセラーとなる。戦後にも無着成恭らの「綴り方教育」に多大な影響を与えた。
翌1938年3月6日から3月20日まで新築地劇団が舞台化し、8月には東宝で山本嘉次郎監督によって映画化されて評判になった。

## 映画

### 1938年
山本嘉次郎監督は、ドキュメンタリー風な造りを意識し、ドラマ的要素を出来る限り排して、「ロケーション」を多用し、良質な佳作に仕上げている。昭和13年。東京市葛飾区四つ木が舞台である。
映画化の際、撮影所を訪れた豊田が「高峰が女工を見下した発言をしていた」と書いたことに対し、高峰が内容証明でそれに反論する騒ぎもあった。

#### キャスト（人物）
- 正子…高峰秀子
- 母・お雪…清川虹子
- 父・由五郎…徳川夢声
- 正子の弟・稔…小高まさる
- 光男…水谷史郎
- 大木先生…滝澤修
- 先生の奥さん…赤木蘭子
- 丹野さん…三島雅夫
- 丹野のおばさん…本間敦子
- 後妻…音羽久米子
- 梅本さん…山形天洋
- 梅本のおばさん…伊藤智子

#### スタッフ
- 監督（演出）…山本嘉次郎
- 脚本（脚色）…木村千依男
- 原作…豊田正子
- 製作…森田信義
- 製作主任…黒澤明
- 音楽…太田忠
- 撮影…三村明
- 美術（装置）…松山崇
- 編集…岩下廣一

### 1961年
「「粘土のお面」より かあちゃん」 新東宝映画制作配給。「綴方教室」の続編「粘土のお面」の映画化。1961年3月15日公開。

#### キャスト
- 正子…二木てるみ
- 母…望月優子
- 父…伊藤雄之助
- 正子の弟・稔…津沢彰秀
- 木村先生…北沢典子
- その他…田崎潤、宇津井健、丹波哲郎、他

#### スタッフ
- 監督…中川信夫
- 脚本…館岡謙之助

## テレビドラマ

### 1960年
1960年2月24日に放送。日立劇場（日立一社提供。水曜20:55 - 21:45）「夜にげ」 KRT（現：TBS）制作。「綴方教室」の続編「粘土のお面」のドラマ化。

#### キャスト
- 正子…二木てるみ
- 母…菅井きん
- 父…三島雅夫

#### スタッフ
- 監督…東野英治郎
- 脚本…館岡謙之助

### 1961年
1961年2月19日から同年3月5日まで放送。富士ホーム劇場（富士電機一社提供。日曜19:30 - 20:00）　「つづり方教室」　フジテレビ制作。

#### キャスト
- 正子…ジュディ・オング
- 母…寺島信子
- 父…藤田安男

| KRT系 日立劇場                    | KRT系 日立劇場                   | KRT系 日立劇場          |
| 前番組                            | 番組名                           | 次番組                  |
| --------------------------------- | -------------------------------- | ----------------------- |
| 人形の家 （1960.2.17）            | 夜にげ （1960.2.24）             | 五条木座町 （1960.3.2） |
| フジテレビ系 富士ホーム劇場       |                                  |                         |
| どろんこ教室 （1961.1.29 - 2.12） | つづり方教室 （1961.2.19 - 3.5） | 青い雲 （1961.3.12）    |